# Astiphromma pictum
Astiphromma pictum là một loài tò vò trong họ Ichneumonidae.